# سبخة الذرايع
سبخة الذرايع هي سبخة ساحلية تقع في ولاية صفاقس، في الجنوب الشرقي التونسي، على بعد 14 كم جنوب غربي مدينة الصخيرة. تبلغ مساحتها 580 هكتارًا، ويبلغ ارتفاعها بين 0 و 30 م عن سطح البحر. تكثر بها، في فصل الشتاء، طيور القطقاط الرمادي وقطقاط السواحل.
| سبخة الذرايع |